# Coupe d'Union soviétique de football 1970
Navigation
Édition 1969 Édition 1971
La Coupe d'Union soviétique 1970 est la 29e édition de la Coupe d'Union soviétique de football. Elle se déroule entre le 31 mars et le 8 août 1970.
La finale se joue le 8 août 1970 au Stade Lénine de Moscou et voit la victoire du Dinamo Moscou qui remporte sa quatrième coupe nationale aux dépens du Dinamo Tbilissi. Ce succès lui permet de se qualifier pour la Coupe des coupes 1971-1972.

## Format
Un total de 105 équipes issues des trois premières divisions soviétiques prennent part à la compétition. Cela inclut les 17 participants à la première division 1970 ainsi que 22 pensionnaires du deuxième échelon. Les clubs restants viennent quant à eux de la troisième division.
Le tournoi se divise en huit tours, à l'issue desquels le vainqueur de la compétition est désigné. Les équipes de la première division font leur entrée en lice lors du quatrième tour, correspondant au stade des seizièmes de finale.
Les confrontations des trois premiers et des trois derniers tours prennent la forme d'une rencontre unique jouée sur la pelouse d'une des deux équipes. En cas d'égalité à l'issue du temps réglementaire d'un match, une prolongation est jouée. Si celle-ci ne suffit pas à départager les deux équipes, le match est rejoué ultérieurement.
Les seizièmes et huitièmes de finale se jouent quant à eux en deux manches. En cas d'égalité à l'issue d'une confrontation, l'équipe ayant le plus de joueurs en sélection l'emporte. Si cela n'est pas applicable, le match retour passe en prolongation avant de s'achever aux tirs au but si l'égalité persiste.

## Résultats

### Seizièmes de finale
Ce tour est disputé sous la forme de confrontations en aller-retour. Les matchs allers sont joués les 9 et 10 mai 1970 tandis que les rencontres retours prennent place entre le 12 et le 14 mai 1970. Cette phase voit l'entrée en lice des équipes de la première division 1970.
| Équipe 1                  | Score | Équipe 2                  | Aller | Retour |
| ------------------------- | ----- | ------------------------- | ----- | ------ |
| SKA Rostov (D1)           | 1 - 2 | (D3) Avangard Ternopol    | 1 - 0 | 0 - 2  |
| Pamir Douchanbé (D2)      | 4 - 5 | (D1) Ararat Erevan        | 3 - 2 | 1 - 3  |
| Tavria Simferopol (D3)    | 2 - 4 | (D1) Dinamo Kiev          | 1 - 2 | 1 - 2  |
| Lokomotiv Tbilissi (D2)   | 2 - 5 | (D1) Dinamo Tbilissi      | 0 - 1 | 2 - 4  |
| Spartak Ordjonikidzé (D1) | 1 - 3 | (D1) Zaria Vorochilovgrad | 1 - 2 | 0 - 1  |
| Luch Vladivostok (D3)     | 1 - 3 | (D1) Zénith Léningrad     | 0 - 2 | 1 - 1  |
| Tchernomorets Odessa (D1) | 3 - 3 | (D3) Metallourg Lipetsk   | 2 - 2 | 1 - 1  |
| Kaïrat Alma-Ata (D2)      | 1 - 2 | (D1) Neftchi Bakou        | 0 - 0 | 1 - 2  |
| Metallourg Toula (D3)     | 1 - 3 | (D1) Pakhtakor Tachkent   | 0 - 0 | 1 - 3  |
| Dinamo Minsk (D1)         | 1 - 0 | (D3) Spartak Iochkar-Ola  | 1 - 0 | 0 - 0  |
| Troud Voronej (D3)        | 2 - 4 | (D1) Spartak Moscou       | 1 - 1 | 1 - 3  |
| Lokomotiv Moscou (D2)     | 1 - 5 | (D1) Torpedo Koutaïssi    | 1 - 2 | 0 - 3  |
| Metallist Kharkov (D2)    | 0 - 1 | (D1) Torpedo Moscou       | 0 - 0 | 0 - 1  |
| Neftianik Fergana (D3)    | 1 - 6 | (D1) CSKA Moscou          | 1 - 3 | 0 - 3  |
| Žalgiris Vilnius (D2)     | 2 - 1 | (D1) Chakhtior Donetsk    | 1 - 1 | 1 - 0  |
| Dinamo Moscou (D1)        | 1 - 0 | (D3) Avtomobilist Jitomir | 0 - 0 | 1 - 0  |

1. ↑  Le Tchernomorets Odessa se qualifie selon le critère du nombre de joueurs en sélection.

### Huitièmes de finale
Ce tour est disputé sous la forme de confrontations en aller-retour. Les matchs allers sont joués les 27 et 28 mai 1970 tandis que les rencontres retours prennent place entre le 31 mai et le 4 juin 1970.
| Équipe 1               | Score | Équipe 2                  | Aller | Retour |
| ---------------------- | ----- | ------------------------- | ----- | ------ |
| Avangard Ternopol (D3) | 0 - 4 | (D1) Tchernomorets Odessa | 0 - 0 | 0 - 4  |
| Dinamo Minsk (D1)      | 0 - 1 | (D1) Torpedo Moscou       | 0 - 1 | 0 - 0  |
| CSKA Moscou (D1)       | 4 - 7 | (D1) Zénith Léningrad     | 2 - 3 | 2 - 4  |
| Dinamo Kiev (D1)       | 3 - 1 | (D1) Zaria Vorochilovgrad | 3 - 0 | 0 - 1  |
| Dinamo Moscou (D1)     | 1 - 0 | (D1) Ararat Erevan        | 1 - 0 | 0 - 0  |
| Torpedo Koutaïssi (D1) | 1 - 1 | (D1) Dinamo Tbilissi      | 1 - 1 | 0 - 0  |
| Žalgiris Vilnius (D2)  | 2 - 3 | (D1) Spartak Moscou       | 1 - 3 | 1 - 0  |
| Neftchi Bakou (D1)     | 6 - 4 | (D1) Pakhtakor Tachkent   | 4 - 0 | 2 - 4  |

1. ↑  Le Dinamo Tbilissi se qualifie selon le critère du nombre de joueurs en sélection.

### Quarts de finale
Les rencontres de ce tour sont jouées le 27 juin 1970.
| Date         | Locaux                    | Score | Visiteurs             |
| ------------ | ------------------------- | ----- | --------------------- |
| 27 juin 1970 | Neftchi Bakou (D1)        | 1 - 0 | (D1) Spartak Moscou   |
| 27 juin 1970 | Tchernomorets Odessa (D1) | 1 - 2 | (D1) Dinamo Tbilissi  |
| 27 juin 1970 | Dinamo Moscou (D1)        | 3 - 0 | (D1) Torpedo Moscou   |
| 27 juin 1970 | SKA Rostov (D1)           | 2 - 1 | (D1) Zénith Léningrad |

### Demi-finales
Les rencontres de ce tour sont jouées le 25 juillet 1970.
| Date            | Locaux               | Score | Visiteurs          |
| --------------- | -------------------- | ----- | ------------------ |
| 25 juillet 1970 | Dinamo Moscou (D1)   | 2 - 1 | (D1) Dinamo Kiev   |
| 25 juillet 1970 | Dinamo Tbilissi (D1) | 1 - 0 | (D1) Neftchi Bakou |

### Finale
| Titulaires :      |                          |     |
|                   |                          |     |
|                   | Lev Yachine              |     |
|                   | Vladimir Chtapov (en)    |     |
|                   | Vladimir Smirnov (en)    |     |
|                   | Valeri Zikov             |     |
|                   | Valeri Maslov (en)       |     |
|                   | Viktor Anichkine         |     |
|                   | Vladimir Iechtrekov (en) |     |
|                   | Vladimir Kozlov          |     |
|                   | Iouri Avroutski (en)     | 46e |
|                   | Vladimir Outkine (ru)    |     |
|                   | Guennadi Ievrioujikine   |     |
|                   |                          |     |
| Remplaçants :     |                          |     |
|                   | Iouri Siomine            | 46e |
|                   |                          |     |
| Entraîneur :      |                          |     |
| Konstantin Beskov |                          |     |

| Titulaires :  |                            |     |
|               |                            |     |
|               | Ramaz Urushadze            |     |
|               | Revaz Dzodzouachvili       |     |
|               | Vakhtang Tchelidze (ru)    | 75e |
|               | Mourtaz Khourtsilava       |     |
|               | Guram Tskhovrebov (en)     | 46e |
|               | Gouram Petriachvili (ru)   |     |
|               | Sergo Kutivadze (en)       |     |
|               | Kakhi Asatiani             |     |
|               | Manuchar Machaidze (en)    |     |
|               | Givi Nodia                 |     |
|               | Georgi Gavasheli           |     |
|               |                            |     |
| Remplaçants : |                            |     |
|               | Shota Khinchagashvili (en) | 46e |
|               | Alekseï Iliadi (ru)        | 75e |
|               |                            |     |
| Entraîneur :  |                            |     |
| Givi Chokheli |                            |     |

| Titulaires :      |                          |     |
|                   |                          |     |
|                   | Lev Yachine              |     |
|                   | Vladimir Chtapov (en)    |     |
|                   | Vladimir Smirnov (en)    |     |
|                   | Valeri Zikov             |     |
|                   | Valeri Maslov (en)       |     |
|                   | Viktor Anichkine         |     |
|                   | Vladimir Iechtrekov (en) |     |
|                   | Vladimir Kozlov          |     |
|                   | Iouri Avroutski (en)     | 46e |
|                   | Vladimir Outkine (ru)    |     |
|                   | Guennadi Ievrioujikine   |     |
|                   |                          |     |
| Remplaçants :     |                          |     |
|                   | Iouri Siomine            | 46e |
|                   |                          |     |
| Entraîneur :      |                          |     |
| Konstantin Beskov |                          |     |

| Titulaires :  |                            |     |
|               |                            |     |
|               | Ramaz Urushadze            |     |
|               | Revaz Dzodzouachvili       |     |
|               | Vakhtang Tchelidze (ru)    | 75e |
|               | Mourtaz Khourtsilava       |     |
|               | Guram Tskhovrebov (en)     | 46e |
|               | Gouram Petriachvili (ru)   |     |
|               | Sergo Kutivadze (en)       |     |
|               | Kakhi Asatiani             |     |
|               | Manuchar Machaidze (en)    |     |
|               | Givi Nodia                 |     |
|               | Georgi Gavasheli           |     |
|               |                            |     |
| Remplaçants : |                            |     |
|               | Shota Khinchagashvili (en) | 46e |
|               | Alekseï Iliadi (ru)        | 75e |
|               |                            |     |
| Entraîneur :  |                            |     |
| Givi Chokheli |                            |     |